# Vuelta a España 1976
La Vuelta a España 1976, trentunesima edizione della corsa, si è svolta in diciannove tappe, l'ultima suddivisa in due semitappe, precedute da un cronoprologo iniziale, dal 27 aprile al 16 maggio 1976, per un percorso totale di 3340 km. La vittoria fu appannaggio dello spagnolo José Pesarrodona, che completò il percorso in 93h19'10", precedendo i connazionali Luis Ocaña e José Nazabal.

## Tappe
| Tappa  | Data      | Percorso                                          | km   | Vincitore di tappa    | Leader cl. generale        |
| ------ | --------- | ------------------------------------------------- | ---- | --------------------- | -------------------------- |
| Prol.  | 27 aprile | Estepona > Estepona (cron. individuale)           | 3,2  | Dietrich Thurau       | Dietrich Thurau            |
| 1ª     | 28 aprile | Estepona > Estepona                               | 135  | José De Cauwer        | José De Cauwer             |
| 2ª     | 29 aprile | Estepona > Priego de Córdoba                      | 224  | Roger Gilson          | José De Cauwer             |
| 3ª     | 30 aprile | Priego de Córdoba > Jaén                          | 177  | Theo Smit             | José De Cauwer             |
| 4ª     | 1º maggio | Jaén > Baza                                       | 166  | Hennie Kuiper         | Francisco Javier Elorriaga |
| 5ª     | 2 maggio  | Baza > Cartagena                                  | 201  | Theo Smit             | Francisco Javier Elorriaga |
| 6ª     | 3 maggio  | Cartagena > Cartagena (cron. individuale)         | 14   | Joaquim Agostinho     | Joaquim Agostinho          |
| 7ª     | 4 maggio  | Cartagena > Murcia                                | 136  | Ferdi Van Den Haute   | Joaquim Agostinho          |
| 8ª     | 5 maggio  | Murcia > Almansa                                  | 219  | Georges Pintens       | Joaquim Agostinho          |
| 9ª     | 6 maggio  | Almansa > Nules                                   | 208  | Dietrich Thurau       | Dietrich Thurau            |
| 10ª    | 7 maggio  | Castellón de la Plana > Cambrils                  | 226  | José Antonio González | Dietrich Thurau            |
| 11ª    | 8 maggio  | Cambrils > Barcellona                             | 151  | Antonio Vallori       | Dietrich Thurau            |
| 12ª    | 9 maggio  | Pamplona > Logroño                                | 168  | Gerben Karstens       | Dietrich Thurau            |
| 13ª    | 10 maggio | Logroño > Palencia                                | 209  | Dirk Ongenae          | Dietrich Thurau            |
| 14ª    | 11 maggio | Paredes de Nava > Gijón                           | 249  | Cees Priem            | Dietrich Thurau            |
| 15ª    | 12 maggio | Gijón > Cangas de Onís                            | 141  | Vicente López Carril  | Joaquim Agostinho          |
| 16ª    | 13 maggio | Cangas de Onís > Reinosa                          | 156  | Dietrich Thurau       | Joaquim Agostinho          |
| 17ª    | 14 maggio | Reinosa > Bilbao                                  | 183  | Arthur Van De Vijver  | Hennie Kuiper              |
| 18ª    | 15 maggio | Galdakao > Santuario de Oro                       | 204  | Dietrich Thurau       | Hennie Kuiper              |
| 19ª-1ª | 16 maggio | Murgia > San Sebastián                            | 139  | Dirk Ongenae          | Hennie Kuiper              |
| 19ª-2ª | 16 maggio | San Sebastián > San Sebastián (cron. individuale) | 31,7 | Dietrich Thurau       | José Pesarrodona           |
| Totale | Totale    | Totale                                            | 3340 |                       |                            |

## Classifiche finali

### Classifica generale
| Pos. | Corridore             | Squadra        | Tempo     |
| ---- | --------------------- | -------------- | --------- |
| 1    | José Pesarrodona      | KAS-Campagnolo | 93h19'10" |
| 2    | Luis Ocaña            | Super Ser Zeus | a 1'03"   |
| 3    | José Nazabal          | KAS-Campagnolo | a 1'41"   |
| 4    | Dietrich Thurau       | TI-Raleigh     | a 1'44"   |
| 5    | Vicente López Carril  | KAS-Campagnolo | a 1'50"   |
| 6    | Hennie Kuiper         | TI-Raleigh     | a 2'00"   |
| 7    | Joaquim Agostinho     | Teka           | a 3'16"   |
| 8    | Josef Fuchs           | Super Ser Zeus | a 3'45"   |
| 9    | Pedro Torres          | Super Ser Zeus | a 4'43"   |
| 10   | José Antonio González | KAS-Campagnolo | a 7'18"   |

### Classifica a punti
| Pos. | Corridore                  | Squadra        | Punti |
| ---- | -------------------------- | -------------- | ----- |
| 1    | Dietrich Thurau            | TI-Raleigh     | 174   |
| 2    | Francisco Javier Elorriaga | Super Ser Zeus | 174   |
| 3    | Cees Priem                 | Frisol         | 171   |

### Classifica scalatori
| Pos. | Corridore         | Squadra        | Punti |
| ---- | ----------------- | -------------- | ----- |
| 1    | Andrés Oliva      | KAS-Campagnolo | 112   |
| 2    | Ludo Loos         | EBO-Cinzia     | 110   |
| 3    | Joaquim Agostinho | Teka           | 97    |